# Municipio de Bartlett (Dakota del Norte)
El municipio de Bartlett (en inglés, Bartlett Township) es una subdivisión administrativa del condado de Ramsey, Dakota del Norte, Estados Unidos. Según el censo de 2020, tiene una población de 99 habitantes.
Abarca una zona casi exclusivamente rural.
Los townships en el condado de Ramsey son gobiernos locales democráticos establecidos por ley. Sirven al público mediante la supervisión de carreteras, el asesoramiento sobre impuestos, la planificación del uso de la tierra (zonificación) y la representación de los problemas e inquietudes de los ciudadanos.
Son gobernados por una Junta de Supervisores (Board of Supervisors).

## Geografía
El municipio está ubicado en las coordenadas 48°3′54″N 98°29′13″O / 48.06500, -98.48694. Según la Oficina del Censo de los Estados Unidos, tiene una superficie total de 93,26 km², de la cual 89,86 km² corresponden a tierra firme y 3,40 km² es agua.

## Demografía
Según el censo de 2020, hay 99 personas residiendo en la zona. La densidad de población es de 1,10 hab./km². El 85.86 % son blancos, el 9.09 % son amerindios y el 5.05% son de una mezcla de razas. Del total de la población, el 1.01 % es hispano o latino.